# Giải vô địch bóng đá nữ U-19 Nam Mỹ 2004
Giải vô địch bóng đá nữ U-19 Nam Mỹ 2004 diễn ra tại Brasil từ 25 tháng 5 tới 29 tháng 5 năm 2004. Giải được tổ chức nhằm chọn ra một đại diện của khu vực Nam Mỹ tham dự Giải vô địch bóng đá nữ U-19 thế giới 2004.

## Vòng một
Ba đội đầu bảng lọt vào vòng đấu cuối cùng. Brasil được miễn vòng này.

### Bảng A
| Đội       | Tr | T | H | B | BT | BB | HS | Đ |
| --------- | -- | - | - | - | -- | -- | -- | - |
| Paraguay  | 2  | 2 | 0 | 0 | 7  | 2  | +5 | 6 |
| Uruguay   | 2  | 1 | 0 | 1 | 2  | 5  | –3 | 3 |
| Argentina | 2  | 0 | 0 | 2 | 1  | 3  | –2 | 0 |

| Paraguay                                                                                              | 5 – 1 | Uruguay             |
| --- | ----- | ------------------- |
| Nadia Rodas 10' · Lourdes Martinez 25' · Jéssica Mendoza 81' · Anabel Rodriguez 84' · Mónica Vega 89' |       | 13' Carla Quinteros |

| Argentina | 0 – 1 | Uruguay             |
| --------- | ----- | ------------------- |
|           |       | 25' Carla Quinteros |

| Paraguay                               | 2 – 1 | Argentina          |
| -------------------------------------- | ----- | ------------------ |
| Jéssica Mendoza 10' · Adriana Ruíz 86' |       | 48' Catalina Pérez |

### Bảng B
| Đội       | Tr | T | H | B | BT | BB | HS | Đ |
| --------- | -- | - | - | - | -- | -- | -- | - |
| Ecuador   | 2  | 2 | 0 | 0 | 6  | 1  | +5 | 6 |
| Colombia  | 2  | 1 | 0 | 1 | 4  | 2  | +2 | 3 |
| Venezuela | 2  | 0 | 0 | 2 | 0  | 7  | –7 | 0 |

| Venezuela | 0 – 4 | Ecuador                                                        |
| --------- | ----- | -------------------------------------------------------------- |
|           |       | 15' Wendy Monroy · 65', 76' Mónica Quinteros · 74' Rosa Coello |

| Colombia             | 1 – 2 | Ecuador                                |
| -------------------- | ----- | -------------------------------------- |
| Carolina Ordonez 49' |       | 66' Rosa Coello · 75' Monica Quinteros |

| Venezuela | 0 – 3 | Colombia                                                 |
| --------- | ----- | -------------------------------------------------------- |
|           |       | 28' Diana Jarry · 44' Ilana Milkes · 75' Manuela Pizarro |

### Bảng C
| Đội     | Tr | T | H | B | BT | BB | HS  | Đ |
| ------- | -- | - | - | - | -- | -- | --- | - |
| Bolivia | 2  | 2 | 0 | 0 | 14 | 1  | +13 | 6 |
| Perú    | 2  | 1 | 0 | 1 | 5  | 5  | 0   | 3 |
| Chile   | 2  | 0 | 0 | 2 | 1  | 14 | –13 | 0 |

| Bolivia                                                                                                  | 9 – 1 | Chile             |
| --- | ----- | ----------------- |
| Palmira Loayza 1', 79', 83', 89', 90' · Carla Padilla 10', 41' · Elisabeth Pérez 24' · Daniela Maler 58' |       | 59' Lesly Herrera |

| Perú                                                                                 | 5 – 0 | Chile |
| ------------------------------------------------------------------------------------ | ----- | ----- |
| Myriam Tristan 18', 90' · Lissett Diaz 36' · Lorena Cortez 37' · Leslie Guerrero 71' |       |       |

| Bolivia                                                                              | 5 – 0 | Perú |
| ------------------------------------------------------------------------------------ | ----- | ---- |
| Mery Salazar 10' · Elizabeth Perez 34', 54' · Analisse Rios 63' · Palmira Loayza 65' |       |      |

## Vòng chung kết
| Đội      | Tr | T | H | B | BT | BB | HS  | Đ |
| -------- | -- | - | - | - | -- | -- | --- | - |
| Brasil   | 3  | 3 | 0 | 0 | 16 | 4  | +12 | 9 |
| Paraguay | 3  | 2 | 0 | 1 | 5  | 5  | 0   | 6 |
| Ecuador  | 3  | 1 | 0 | 2 | 4  | 10 | –6  | 3 |
| Bolivia  | 3  | 0 | 0 | 3 | 1  | 7  | –6  | 0 |

| Brasil                                                                                       | 7 – 2 | Ecuador                                        |
| -------------------------------------------------------------------------------------------- | ----- | ---------------------------------------------- |
| Kelly 10' · Dayane 20', 76' (ph.đ.) · Tatiana 41', 78' · Maurine 58' (ph.đ.) · Cristiane 73' |       | 47' (l.n.) Thaiane · 73' Denise Andrea Pesante |

| Bolivia | 0 – 1 | Paraguay        |
| ------- | ----- | --------------- |
|         |       | 83' Lorena Soto |

| Paraguay                                      | 2 – 0 | Ecuador |
| --------------------------------------------- | ----- | ------- |
| Jéssica Mendoza 20' (ph.đ.) · Nadia Rodas 81' |       |         |

| Brasil                                                 | 4 – 0 | Bolivia |
| ------------------------------------------------------ | ----- | ------- |
| Cristiane 32' · Renata 45+1' · Kelly 63' · Maurine 66' |       |         |

| Brasil                                                               | 5 – 2 | Paraguay                                 |
| -------------------------------------------------------------------- | ----- | ---------------------------------------- |
| Dayane 27', 84' (ph.đ.) · Maurine 30' · Tatiana 90+2' · Elaine 90+3' |       | 24' Adriana Ruiz · 45+2' Jéssica Mendoza |

| Ecuador                                      | 2 – 1 | Bolivia           |
| -------------------------------------------- | ----- | ----------------- |
| Claudia Cindy Camacho 2' (ph.đ.), 7' (ph.đ.) |       | 71' Analisse Rios |